# ハウリングIV
『ハウリングIV』（原題：Howling IV: The Original Nightmare）は、1988年、アメリカ合衆国の映画。狼男をモチーフに制作された『ハウリング』シリーズの第４作目なのだが正確には続編ではなく、ゲイリー・ブランドナーの原作小説をより忠実に映像化したリブート作。

## ストーリー
女性作家のマリー（ロミー・ウィンザー）は、頻繁に悪夢を見るようになり、精神的を病んでいた。医者の勧めで、夫リチャードと共にロサンゼルスから遠く離れた森林地帯にある集落、ドラゴ村のコテージに向かうが、そこには得体の知れぬ何かが潜んでいるのだった。

## キャスト
- マリー・アダムズ　ロミー・ウィンザー
- リチャード・アダムス　マイケル・T・ワイス
- トム・ビリングス　アントニー・ハミルトン
- ジャニス・ハッチ　スザンヌ・スヴェリッド
- エレナー　ラミア・ダーヴァル
- ハイネマン博士　デイル・カッツ
- 狼男　ウィリアム・フォルシェ

## 概要
本作の主題歌「SomethingEvil、Something Dangerous」は、ムーディー・ブルースのリードシンガーであるジャスティン・ヘイワードにが演奏している。